# 阿爾及爾攝政領
阿爾及爾攝政領（阿拉伯語：دولة الجزائر）是鄂圖曼帝國的一个半自治省。奥斯曼帝國海軍将领兼海盜首领海雷丁帕夏於1525年攻克阿尔及尔後，将其併入帝國版圖，建省。其範圍覆蓋差不多全阿爾及利亞海岸，成為帝國在馬格里布的管治中心及巴巴里海盜出售基督徒奴隸的基地，直至法國在1830年代征服阿爾及利亞為止。

## 歷史

### 確立
直到1496年，西班牙已征服與佔領了很多北非海岸城市，與此同時，一對鄂圖曼希臘裔海盜兄弟奧魯奇·雷斯和海雷丁成功佔領了哈夫斯王朝統治下的突尼斯，在1516年奧魯奇把活動基地轉到阿爾及爾，並在1517年請求鄂圖曼帝國保護，但他在1518年被特莱姆森王國所殺，海雷丁繼承他在阿爾及爾的軍事指揮官地位。

### 佔領阿爾及爾
1516年，奧魯奇·雷斯攻下西班牙佔領下的阿爾及爾。但1518年奧魯奇被殺後，特莱姆森落入西班牙手中。海雷丁要求得到鄂圖曼帝國協助，以換取他承認鄂圖曼帝國統治的權威。在土耳其的援助前，西班牙於1519年重新佔領阿爾及爾，巴巴羅薩在1525年奪回該市，並在1529年攻下西班牙人在阿爾及爾沿岸一個城堡。

### 對西班牙戰爭的基地
海雷丁帕夏在這裡奠定軍事基礎後，鄂圖曼帝國提供駐軍2000人。他在被召到伊斯坦堡前把職務委託給哈珊阿加。
海雷丁帕夏在1544年退休後，他的兒子哈珊帕夏襲職，成為第一位被鄂圖曼帝國直接任命的總督，他的頭銜是貝勒貝伊。這裡也變成了對西班牙和摩洛哥戰爭的基地。
在1578年，西班牙大使出使伊斯坦堡進行休戰談判，雙方在1580年8月正式停戰，阿爾及利亞正式成為鄂圖曼帝國一個省。
直到1587年，貝勒貝伊無正式任期可以不受限制任命。在1580年為政府首長為帕夏，任期三年。

### 地中海海盜
雖然西班牙和鄂圖曼帝國在1580年停戰，但阿爾及爾襲擊基督教特別是天主教船隻的行徑沒有停止，而且成為當地帕夏一個收入來源。
在17世紀初，阿爾及爾也成為連同其他北非港口，如突尼斯也是盎格魯-土耳其海盜的基地之一。在1634年有8000個英國叛教基督徒海盜聚集在阿爾及爾。
海盜問題一直困擾歐洲，直到1830年法國征服阿爾及利亞為止。

### 法國入侵
在拿破崙戰爭時期，阿爾及爾極大地從地中海貿易和法國大量進口食品中受益。1827年，侯賽因·迪伊，鄂圖曼帝國的阿爾及利亞賽際統治者，要求法國人繳付積欠自1799年拿破崙遠征埃及以來31年的債務。
法國領事皮埃爾·德瓦爾拒絕給出迪伊一個滿意的答覆，而在憤怒爆發的一刻，迪伊用扇子打了領事一下。法國國王查理十世以此為藉口正式入侵阿爾及爾，之後阿爾及利亞由法國統治132年。

## 政治地位
在鄂圖曼帝國征服後，阿爾及利亞成為帝國一個省。先後由貝勒貝伊（指揮官中的指揮官）（1518至1570年），帕夏（1570年至1659年），阿迦（（1659年至1671年），迪伊（1671–1830年）代表土耳其蘇丹管轄。
直到1671，貝勒貝伊、帕夏、阿迦也是由鄂圖曼蘇丹任命，1671年政變後，迪伊獲得了很大程度的自治權，並成為實際統治者，以鄂圖曼蘇丹名義進行統治。

## 人口
在1808年，阿爾及爾攝政估計人口有3000000人，其中10000人是土耳其人，5000人是土耳其耶尼切里守軍與北非女人生下的寇爾斡里斯。在1830年，有17000個猶太人生活在阿爾及利亞。